# Munidopsis polymorpha
Munidopsis polymorpha är en art i familjen trollhumrar som är endemisk för Lanzarote, Kanarieöarna. Den lilla krabban är blind och ljus, och lever endast i Jameos del Agua, gamla lavatunnlar som formats vid vulkanutbrott för 3 000 år sedan.